# حسام حسن (بازیکن فوتبال، زاده ۱۹۹۳)
حسام حسن (عربی: حسام حسن عبدالبديع محمد الحمزاوي؛ زادهٔ ۲ سپتامبر ۱۹۹۳) بازیکن فوتبال اهل مصر است.
از باشگاه‌هایی که در آن بازی کرده‌است می‌توان به باشگاه فوتبال الداخلیه اشاره کرد.
وی همچنین در تیم ملی فوتبال مصر بازی کرده‌است.